# ديفيد رودريك كورتيس
ديفيد رودريك كورتيس (بالإنجليزية: David Roderick Curtis)‏ هو عالم أدوية أسترالي، ولد في 3 يونيو 1927، وتوفي في 11 ديسمبر 2017.